# Časopis za kritiko znanosti
Časopis za kritiko znanosti je družboslovna in humanistična znanstvena revija. Z izhajanjem je pričela leta 1973 kot Časopis za kritiko znanosti, domišljijo in novo antropologijo, zdajšnje ime pa je dobila leta 1978. Izhaja v okviru Inštituta Časopis za kritiko znanosti trikrat v letu in katerega direktorica je Aigul Hakimova. Do leta 2020 je ČKZ izhajala štirikrat v letu. Od oktobra 2021 ima revija status društva v javnem interesu na področju raziskovalne dejavnosti.  
Bila je najstarejša publikacija Študentske založbe, ustanovila jo je Konferenca zveze skupnosti študentov Slovenije v času študentskih nemirov v začetku sedemdesetih. Temelj uredniške politike je razvijanje transdisciplinarnosti pri obravnavi različnih družbenih fenomenov.
Revija je indeksirana v mednarodnih bibliografskih bazah: ProQuest Political Science, ProQuest Research Library, ProQuest Social Science Journals, ERIH Plus, IBSS: International Bibliography of the Social Sciences, DOAJ - Directory of Open Access Journals, EBSCO in Ulrich's Web (Ulrich's Periodicals Directory).
Glavni urednik: Andrej Kurnik
Odgovorna urednica: Katarina Majerhold
Člani in članice uredništva so: Barbara Beznec, Tatjana Greif, Saša Hajzler, Nikolai Jeffs, Svit Komel, Andrej Kurnik, Katarina Majerhold, Andrej Pavlišič, Uršula Berlot Pompe, Dali Regent, Boris Vezjak, Arne Zupančič. 
Zunanja urednica: Katja Utroša 
Mednarodno uredništvo: Dan Chodorkoff, John Holloway, Sandro Mezzadra, Nela Pamuković, Ian Parker, Vjeran Pavlaković, Maple J. Razsa, Alan Soble, Raúl Zibechi.